# Loveway Records
Loveway Records es un sello discográfico independiente fundado en 2009 por el músico estadounidense Christofer Drew. El sello fue creado para publicar los trabajos de Never Shout Never, principal banda de Christofer. Con el tiempo, nuevas bandas y músicos se unieron al sello. Drew dijo: «Quería tener mi propia discográfica para que mis amigos pudieran firmar en ella».

## Artistas
- Never Shout Never
- Carter Hulsey
- Eatmewhileimhot!
- Christofer Drew
- GONZO
- frindLi QuinnLi